# Palermo árabe-normando y las catedrales de Cefalú y Monreale
Palermo árabe-normando y las catedrales de Cefalú y Monreale  es el nombre de un sitio de Italia inscrito por la UNESCO el 3 de julio de 2015 en la lista del Patrimonio de la Humanidad durante la 39.ª sesión del Comité del Patrimonio Mundial celebrada en Bonn.
El sitio comprende una serie de nueve bienes artístico-monumentales de la arquitectura árabe-normanda de la época de los normandos en Sicilia, siete de ellos localizados en la ciudad de Palermo y uno en Cefalú y otro en Monreale. Se trata de dos palacios, tres catedrales, tres iglesias y un puente.
La descripción de la Unesco dice:

Este bien cultural comprende una serie de nueve construcciones civiles y religiosas que datan de la época de la dominación normanda en la isla de Sicilia (1130-1194): una catedral, dos palacios, tres iglesias y un puente de estilo árabe-normando edificados en la ciudad de Palermo, junto con las catedrales del mismo estilo de las localidades de Cefalú y Monreale, situadas en el litoral septentrional de la isla. Todas esas edificaciones son ilustrativas del mestizaje de la cultura occidental con la bizantina y la islámica que tuvo lugar en esa época, dando origen a nuevos conceptos del espacio, la construcción y la ornamentación en el ámbito de la arquitectura. También constituyen un testimonio de la coexistencia fructífera de poblaciones de orígenes y religiones muy diferentes (musulmanas, bizantinas, latinas, judías, lombardas y normandas).
Descripción en el sitio de la Unesco

## Historia
La candidatura fue promovida en 2010 por la «Fondazione Patrimonio UNESCO Sicilia» y «Assessorato dei Beni Culturali e dell'Identità siciliana» de la región de Sicilia, con la contribución de la «Fondazione di Sicilia» y de las comunas de Palermo, Cefalù y Monreale; de los arzobispados de las Diócesis de Palermo, Cefalu y Monreale y de la Eparquía de Piana degli Albanesi. La Región ha solicitadoo que el sitio también se pueda ampliar comprendiendo el Castello a Mare, el palacio de la Cuba, la Cubula, el Castello di Maredolce con el Parco della Favara, la iglesia de Santa Maria della Maddalena y la iglesia de la Magione.

## Elenco de sitios
| Código   | Nombre del bien                                                    | Localidad | Imagen |
| -------- | ------------------------------------------------------------------ | --------- | ------ |
| 1487-001 | Palazzo Reale o dei Normanni y Capilla palatina del Palazzo Reale  | Palermo   |        |
| 1487-002 | Iglesia de San Giovanni degli Eremiti                              | Palermo   |        |
| 1487-003 | Iglesia de Santa Maria dell'Ammiraglio (o iglesia de la Martorana) | Palermo   |        |
| 1487-004 | Iglesia de San Cataldo                                             | Palermo   |        |
| 1487-005 | Catedral de Palermo (Catedrale della Santa Vergine Maria Assunta)  | Palermo   |        |
| 1487-006 | Palacio de Zisa                                                    | Palermo   |        |
| 1487-007 | Puente dell'Ammiraglio                                             | Palermo   |        |
| 1487-008 | Catedral de Cefalú (Catedral o Duomo del Santissimo Salvatore)     | Cefalù    |        |
| 1487-009 | Catedral de Monreale (Catedrale o Duomo de Santa Maria Nuova)      | Monreale  |        |

## referencias
- Esta obra contiene una traducción  derivada de «Palermo arabo-normanna e le cattedrali di Cefalù e Monreale» de Wikipedia en italiano, publicada por sus editores bajo la Licencia de documentación libre de GNU y la Licencia Creative Commons Atribución-CompartirIgual 4.0 Internacional.